# Anne van Schaik
Anne van Schaik (Utrecht, 1971) werkt sinds 1999 voor diverse milieu- en mensenrechtenorganisaties, waaronder Milieudefensie, Friends of the Earth, Oxfam Novib en Clean Clothes Campaign.

## Levensloop

### Jeugd & Studie
Haar jeugd brengt Van Schaik door in Schoonhoven, Gieten en Utrecht. Haar vader werkt bij Volker Stevin, maar overlijdt plotseling in 1977. Haar moeder Mathilde van den Brink (1941) is actief PvdA'er en achtereenvolgens wethouder in Schoonhoven, burgemeester van Gieten, Europees Parlementslid en burgemeester van Uitgeest. Na haar middelbareschooltijd gaat Van Schaik studeren aan de Katholieke Universiteit in Nijmegen: Ontwikkelingsstudies en later Vrouwenstudies. Ze is actief lid en werd in 1991 voorzitter van de Studentenvakbond AKKU.

### Mexico
In 1994/1995 woont zij in Mexico-Stad, waar ze haar studie Ontwikkelingsstudies afrondt met een (Spaans- en Nederlandstalig) onderzoek naar de arbeidsomstandigheden van vrouwen in de informele sector. Regelmatig keert ze sindsdien voor korte of langere tijd terug naar Mexico. Van juli 2009 tot en met juli 2011 woont ze met haar gezin (man en vier kinderen) in Oaxaca in Zuid-Oost-Mexico. Ze werkt dan achtereenvolgens als Latijns-Amerika-coordinator voor de klimaatcampagne van Oxfam en de Global Climate Coalition.

### Terug in Nederland
In 1995 keert ze terug naar Nederland, waar ze haar tweede studie afrondt met een boek dat ze schrijft voor het Belle van Zuylen Instituut: Honderd jaar vrouwen in overheidsdienst. In 1997 speelt ze een centrale rol in de organisatie van de Top van Onderop, dat tienduizenden mensen uit heel Europa naar Amsterdam haalt om een alternatief te bieden voor de Euro-top van Amsterdam. Ze verhuist naar Amsterdam en gaat aan de slag bij de Clean Clothes Campaign/Schone Kleren Kampagne, die de arbeidsomstandigheden in de kledingindustrie wereldwijd probeert te verbeteren. Daartoe organiseert ze veel acties en internationale bijeenkomsten.

### Andersglobalist
In november 1999 is Van Schaik aanwezig als andersglobalist en handelscampaigner voor Milieudefensie bij de fameuze WTO-top in Seattle, waar het internationale handelsoverleg volledig mislukt door massale protesten en onderling wantrouwen tussen de landen uit het rijke Noorden en arme Zuiden. Voor het eerst krijgen landen uit het Zuiden zeer zichtbaar steun in het Noorden van mensen op straat. Van Schaik doet live verslag op het NOS-Journaal en wordt later tafelgast bij het praatprogramma Barend & Van Dorp.
In 2001 bezet Van Schaik met een groep sympathisanten het Italiaanse consulaat in Amsterdam, om te protesteren tegen de behandeling van gevangen actievoerders tijdens en na de G8-top in Genua in juli 2001.

### Milieudefensie en Shell
Na een kortstondige terugkeer bij de Clean Clothes Campaign wordt Van Schaik campagneleider Globalisering bij Milieudefensie. In die hoedanigheid voert ze succesvol campagne tegen illegale houtkap, palmolieplantages en biobrandstoffen. Ook start ze in 2005 namens vier boeren uit de Niger-delta een rechtszaak tegen Shell. Samen met de Environmental Rights Action, de zusterorganisatie van Milieudefensie bezoekt Van Schaik drie keer de getroffen gebieden in de delta. Voor het eerst wordt een multinational van dergelijke omvang in het land van oorsprong juridisch verantwoordelijk gehouden voor activiteiten in het buitenland, die schadelijk zijn voor mens en milieu. In 2014 volgt een voorlopige uitspraak, die het hoofdkantoor van Shell in ten minste één zaak verantwoordelijk stelt voor de schade. Naar aanleiding van deze zaak worden wereldwijd meer zaken aangespannen tegen multinationals.

### Friends of the Earth Europe
Na de twee jaar klimaatcampagne-coördinatie voor Oxfam en de Global Climate Coalition in Mexico, werkt Van Schaik negen maanden bij EEN, een wereldwijde organisatie die consumenten tot klimaatvriendelijk consumeren wil bewegen. In juli 2012 keert Van Schaik terug op het oude nest en gaat werken voor Friends of the Earth Europe in Brussel. Ze zet een internationale campagne op tegen landgrabbing, het illegaal toe-eigenen van stukken land door multinationals, waarbij oorspronkelijke bewoners verdreven worden zonder voldoende compensatie. De campagne in Oeganda tegen het Maleisische bedrijf Bumitama wordt door Nieuwsuur uitgezonden, waarna Kamervragen worden gesteld.
Daarnaast begint Van Schaik in 2013 een coalitie voor de regulering van de financiële sector, die na de crisis in 2008 in hun ogen te weinig structurele verbeteringen kent.
In 2014 wordt Van Schaik tevens de drijvende kracht achter de Treaty Coalition, een wereldwijde groep ngo's die in de Verenigde Naties probeert een Binding Treaty (Bindend Verdrag) te organiseren, dat beschrijft aan welke regels multinationale ondernemingen zich wereldwijd dienen te houden op het gebied van milieu- en mensenrechten. In eerste instantie zijn vooral de Zuidelijke landen zeer actief in dit overleg. Na een massaal ondertekende petitie besluit in september 2016 ook de Europese Unie formeel deel te nemen aan dit overleg.

## Privé
Van Schaik heeft een man en vijf kinderen.